# Scatopse flavipes
Scatopse flavipes är en tvåvingeart som beskrevs av Johann Wilhelm Meigen 1830. Scatopse flavipes ingår i släktet Scatopse och familjen dyngmyggor.
Artens utbredningsområde är Tyskland. Inga underarter finns listade i Catalogue of Life.